# Белянкинит
Белянкини́т — редкий минерал, водный титанониобат кальция и циркония островного строения.

## Общее описание
Сингония ромбическая или моноклинная. Спайность совершенная в одном направлении. Плотность 2,32-2,4. Жесткость 2-3,5. Цвет желто-коричневый. На плоскостях спайности перламутровый блеск. Хрупкий. Аморфный. Встречается в нефелин-сиенитовых пегматитах Кольского полуострова с микроклином, нефелином, эгирином. Кроме того, встречается в ассоциации с эвдиалитом, лоренценитом и лампрофиллитом.

## Разновидности
Различают:
- Белянкинит марганцовистый (белянкинит, содержащий до 13 % MnO);
- Белянкинит ниобиистый (белянкинит, содержащий ниобий).

## Название
Минерал назван в честь Дмитрия Степановича Белянкина (1876-1953), русского академика — геолога и минералога.